# Jealousy, Jealousy
"Jealousy, Jealousy" (estilizado em letra minúsculas) é uma canção da cantora estadunidense Olivia Rodrigo, gravada para seu primeiro álbum de estúdio, Sour (2021), lançado através da Geffen Records. A música foi escrita por Rodrigo, Dan Nigro e Casey Smith, sendo produzida por Nigro e Jam City, servindo como produtor adicional.

## Antecedentes e composição
"Jealousy, Jealousy" é uma das onze músicas do álbum de estreia de Rodrigo, sendo a nona canção do disco. Em entrevista a revista Nylon, em maio de 2021, Rodrigo disse que "Jealousy, Jealousy" foi uma das primeiras canções que ela escreveu no álbum, e que ao escrevê-lo, ela estava "super obcecada com as redes sociais", dizendo que "não parecia que minha vida era mais profunda do que meu feed do Instagram", onde também destacou que o componente sonoro de "Jealousy, Jealousy" como o principal motivo de sua inclusão em seu álbum de estreia, apontando um elemento do piano na ponte da música como "complicado, atonal e caótico".
"Jealousy, Jealousy" é uma faixa do gênero R&B alternativo, com elementos do pop rock e rock alternativo, onde Rodrigo aborda a toxicidade das redes sociais e sua dependência emocional, onde exibe suas obsessões sobre pessoas que aparentam terem uma vida perfeita, como nas linhas "Porque tudo o que eu vejo são garotas muito boas para serem verdade / Com dentes branco e corpos perfeitos / Eu queria não me importar", "Eu sei que a beleza não é minha falta / Mas parece que esse peso está nas minhas costas / E eu não posso deixar isso ir" e no refrão "Eu estou cansada de mim mesma / Eu preferia ser, preferia ser / Qualquer pessoa, qualquer outra pessoa / Minha inveja, minha inveja, começou a me seguir".

## Faixas e formatos
| Download digital e streaming |                      |         |  |
| N.º                          | Título               | Duração |  |
| 1.                           | "Jealousy, Jealousy" | 2:53    |  |